# Diphaca kirkii
Diphaca kirkii là một loài thực vật có hoa trong họ Đậu. Loài này được (S. Moore) Taub. mô tả khoa học đầu tiên năm 1894.